# 南阳路街道
南阳路街道，是中华人民共和国河南省郑州市金水区下辖的一个乡镇级行政单位。南阳路街道于1960年成立，当时名为“纺机公社”，1962年因地处南阳路一带而更改为现名。辖区管辖范围东至黄河北街，西至二环支路及朱屯以东，南至岗杜街，北至寺坡、孟砦南街，面积3.74平方公里。

## 行政区划
南阳路街道下辖以下地区：
阳光社区、西彩社区、晖达社区、新同乐社区、丰乐社区、北苑社区、亨利社区、郑纺机社区、福园社区和汉飞社区。

## 经济
南阳路街道经济传统上以工业为主，20世纪60至70年代，辖区内建有国营郑州纺织机械厂等千人以上的工厂8家。20世纪90年代，以轻工、食品及机械加工业为主的企业构成“南阳路工业群”，主要有郑州纺织机械厂、郑州油脂化学厂、郑州第一钢厂、郑州第二柴油机厂、郑州面粉厂、郑州铸造厂、郑州酿造厂和郑州灯泡厂等，时为金水区的“西部工业区”。随着老城区与城中村改造，原工业区已逐步由新建的居民区取代。

## 交通
辖区内的主干道有南阳路、黄河路、京广快速路等。郑州地铁3号线与5号线从辖区内经过并交汇。